# Azad Rahman
Azad Rahman (Bardhaman, India 1 de enero de 1944-Shyamoli, Daca; 16 de mayo de 2020) fue un compositor bangladesí. 

## Biografía
Rahman se unió a Radio Pakistán (Centro de Daca) a mediados de la década de 1960 y fue nombrado primer director ejecutivo de la (ahora extinta) Academia Nacional de Artes Escénicas. También fue director del Government Music College y director general de la Academia Bangladesh Shilpakala, durante dos mandatos. 
Compuso música para películas, producciones de radio y televisión.[cita requerida]
Falleció de un infarto a los setenta y seis años el 16 de mayo de 2020 en el Hospital Especializado de Bangladésh en Shyamoli en la capital bangladesí Daca; donde estaba ingresado. Fue enterrado en el cementerio de Azimpur

## Premios
Recibió una medalla de oro en 2011 de la Universidad Rabindra Bharati en Calcuta . 